# Рукомет на Средњоамеричким и карипским играма 2014.
Такмичење у рукомету на Средњоамеричким и карибским играма 2014. одржаће се од 15. до 26. новембра у Веракрузу, Мексико.

## Квалификације
| Квалификације             | Датум                | Домаћин                               | Мјесто | Мушкарци                                                | Жене                                                    |
| ------------------------- | -------------------- | ------------------------------------- | ------ | ------------------------------------------------------- | ------------------------------------------------------- |
| Домаћин                   | –                    | –                                     | 1      | - Мексико                                               | - Мексико                                               |
| 2013. средњоамеричке игре | 4.–8. март 2013.     | Костарика, Сан Хосе                   | 3      | - Никарагва - Гватемала - Костарика                     | - Костарика - Гватемала - Никарагва                     |
| Карипски куп 2013.        | 5.–9. новембра 2013. | Доминиканска Република, Санто Доминго | 4      | - Доминиканска Република - Куба - Порторико - Колумбија | - Куба - Доминиканска Република - Порторико - Колумбија |

## Женски турнир
- Сва времена су по средњоевропском времену

### Група А
| 15. новембар 2014. 20:00 | Доминиканска Република | 45:15  | Никарагва | Карлос Кердан комплекс Судије: Диаз, Запата (КОЛ) |
| 15. новембар 2014. 20:00 | Пена 10                | (28:7) | Ривера 5  | Карлос Кердан комплекс Судије: Диаз, Запата (КОЛ) |
| 15. новембар 2014. 20:00 | 4× 3×                  |        | 2×        | Карлос Кердан комплекс Судије: Диаз, Запата (КОЛ) |

| 15. новембар 2014. 22:00 | Костарика       | 7:55   | Куба     | Карлос Кердан комплекс Судије: Камачо, Ортиз (МЕК) |
| 15. новембар 2014. 22:00 | Арсе, Кардеро 2 | (4:27) | Рејес 11 | Карлос Кердан комплекс Судије: Камачо, Ортиз (МЕК) |
| 15. новембар 2014. 22:00 | 9× 3× 1×        |        | 2× 3×    | Карлос Кердан комплекс Судије: Камачо, Ортиз (МЕК) |

| 16. новембар 2014. 20:00 | Никарагва         | 21:22 | Костарика | Карлос Кердан комплекс Судије: Дуран, Родригез (МЕК) |
| 16. новембар 2014. 20:00 | Акуна, Карденас 5 | (9:8) | Бланко 5  | Карлос Кердан комплекс Судије: Дуран, Родригез (МЕК) |
| 16. новембар 2014. 20:00 | 4× 3×             |       | 7× 3×     | Карлос Кердан комплекс Судије: Дуран, Родригез (МЕК) |

| 16. новембар 2014. 22:00 | Куба       | 39:19  | Доминиканска Република | Карлос Кердан комплекс Судије: Пинто, Менезес (БРА) |
| 16. новембар 2014. 22:00 | Мартинез 9 | (19:7) | Хернандез 6            | Карлос Кердан комплекс Судије: Пинто, Менезес (БРА) |
| 16. новембар 2014. 22:00 | 3× 2×      |        | 5× 3×                  | Карлос Кердан комплекс Судије: Пинто, Менезес (БРА) |

| 17. новембар 2014. 20:00 | Доминиканска Република | 31:17  | Костарика | Карлос Кердан комплекс Судије: Хернандез, Монтиел (НИК) |
| 17. новембар 2014. 20:00 | Брито 8                | (14:6) | Комако 6  | Карлос Кердан комплекс Судије: Хернандез, Монтиел (НИК) |
| 17. новембар 2014. 20:00 | 5× 2×                  |        | 6× 3×     | Карлос Кердан комплекс Судије: Хернандез, Монтиел (НИК) |

| 17. новембар 2014. 22:00 | Никарагва | 9:50   | Куба    | Карлос Кердан комплекс Судије: Диаз, Запата (КОЛ) |
| 17. новембар 2014. 22:00 | Ривера 5  | (4:25) | Рејес 9 | Карлос Кердан комплекс Судије: Диаз, Запата (КОЛ) |
| 17. новембар 2014. 22:00 | 3×        |        | 3×      | Карлос Кердан комплекс Судије: Диаз, Запата (КОЛ) |

|    | Репрезентација         | Ут. | Поб. | Н. | Пор. | Пос. | При. | Гр.  | Бод. |
| -- | ---------------------- | --- | ---- | -- | ---- | ---- | ---- | ---- | ---- |
| 1. | Куба                   | 3   | 3    | 0  | 0    | 144  | 35   | +109 | 6    |
| 2. | Доминиканска Република | 3   | 2    | 0  | 1    | 95   | 71   | +24  | 4    |
| 3. | Костарика              | 3   | 1    | 0  | 2    | 46   | 107  | -61  | 2    |
| 4. | Никарагва              | 3   | 0    | 0  | 3    | 45   | 117  | -72  | 0    |

### Група Б
| 16. новембар 2014. 01:00 | Порторико | 27:17  | Гватемала  | Карлос Кердан комплекс Судије: Зунига, Алдеа (КУБ) |
| 16. новембар 2014. 01:00 | Кебалос 7 | (12:6) | Лавареда 5 | Карлос Кердан комплекс Судије: Зунига, Алдеа (КУБ) |
| 16. новембар 2014. 01:00 | 3× 4×     |        | 1× 2×      | Карлос Кердан комплекс Судије: Зунига, Алдеа (КУБ) |

| 16. новембар 2014. 03:00 | Мексико                    | 35:16  | Колумбија | Карлос Кердан комплекс Судије: Ернандез, Монтијел (НИК) |
| 16. новембар 2014. 03:00 | Рамирез, Саведра, Ривера 5 | (23:5) | Естрада 5 | Карлос Кердан комплекс Судије: Ернандез, Монтијел (НИК) |
| 16. новембар 2014. 03:00 | 8× 1×                      |        | 6× 3× 1×  | Карлос Кердан комплекс Судије: Ернандез, Монтијел (НИК) |

| 17. новембар 2014. 01:00 | Колумбија | 14:32  | Порторико                    | Карлос Кердан комплекс Судије: Камако, Ортиз (МЕК) |
| 17. новембар 2014. 01:00 | Перез 4   | (3:16) | Кебалос, Вергара, Мартинез 4 | Карлос Кердан комплекс Судије: Камако, Ортиз (МЕК) |
| 17. новембар 2014. 01:00 | 4× 3× 1×  |        | 3×                           | Карлос Кердан комплекс Судије: Камако, Ортиз (МЕК) |

| 17. новембар 2014. 03:00 | Гватемала  | 13:35  | Мексико            | Карлос Кердан комплекс Судије: Перез, Гузман (ПРИ) |
| 17. новембар 2014. 03:00 | МцГауран 3 | (8:15) | Рамирез, Саведра 7 | Карлос Кердан комплекс Судије: Перез, Гузман (ПРИ) |
| 17. новембар 2014. 03:00 | 11× 3× 1×  |        | 2×                 | Карлос Кердан комплекс Судије: Перез, Гузман (ПРИ) |

| 18. новембар 2014. 01:00 | Гватемала | 23:17 | Колумбија                   | Карлос Кердан комплекс Судије: Рејес, Цунига (КУБ) |
| 18. новембар 2014. 01:00 | Лопез 8   | (9:8) | Орјуела, Алварез, Естрада 3 | Карлос Кердан комплекс Судије: Рејес, Цунига (КУБ) |
| 18. новембар 2014. 01:00 | 4× 3×     |       | 7× 3×                       | Карлос Кердан комплекс Судије: Рејес, Цунига (КУБ) |

| 18. новембар 2014. 03:00 | Порторико                 | 27:23   | Мексико   | Карлос Кердан комплекс Судије: Пинто, Менезес (БРА) |
| 18. новембар 2014. 03:00 | Кабрера,Вергара, Гарсиа 5 | (12:13) | Рамирез 8 | Карлос Кердан комплекс Судије: Пинто, Менезес (БРА) |
| 18. новембар 2014. 03:00 | 6× 3×                     |         | 4× 3×     | Карлос Кердан комплекс Судије: Пинто, Менезес (БРА) |

|    | Репрезентација | Ут. | Поб. | Н. | Пор. | Пос. | При. | Гр. | Бод. |
| -- | -------------- | --- | ---- | -- | ---- | ---- | ---- | --- | ---- |
| 1. | Порторико      | 3   | 3    | 0  | 0    | 86   | 54   | +32 | 6    |
| 2. | Мексико        | 3   | 2    | 0  | 1    | 93   | 56   | +37 | 4    |
| 3. | Гватемала      | 3   | 1    | 0  | 2    | 53   | 79   | -26 | 2    |
| 4. | Колумбија      | 3   | 0    | 0  | 3    | 47   | 90   | -43 | 0    |

## Освајачи медаља
| Ранг   | Држава                 | Злато | Сребро | Бронза | Укупно |
| 1      | Порторико              | 1     | 1      | 0      | 2      |
| 2      | Куба                   | 1     | 0      | 1      | 2      |
| 3      | Доминиканска република | 0     | 1      | 0      | 1      |
| 4      | Мексико                | 0     | 0      | 1      | 1      |
| Укупно | Укупно                 | 2     | 2      | 2      | 6      |

## Састави побједничких репрезентација

### Мушки турнир
- Састави побједничких репрезентација мушког турнира.[3]

| Злато  | Порторико              | Паскуал Пачеко, Алберто Пизаро, Хосе Санчез, Хектор Сантана, Ангел Бенитез, Хорге Назарио, Хосе Кабелос, Хектор Хиралдо, Хесус Аројо, Стивен Родригуез, Емануели Фернандез, Хулио Биз, Хошуа Маркадо, Едвин Брито, Хуан Рамос         | Селектор:               |
| Сребро | Доминиканска Република | Ерик Монтеро, Леони де Леон, Еринсон Таварез, Пабло Јакобо, Антони Манзанило, Луис Обојио, Франалберт Ајбар, Џералдо Дијаз, Елвин Фис, Луиз Санлате, Доминго Карабало, Хосе Санчез, Диорис Матео, Вилиберт де ла Роса                 | Селектор: Тони Бустос   |
| Бронза | Куба                   | Алехандро Ромеро, Педро Веитиа, Омар Толедано, Адонис Гарсиа, Анџел Риверо, Павел Кабалеро, Јоан Баласкуез, Реиниер Табоада, Јанкуел Крузата, Јакел Лазо, Рејниел Хуста, Анџел Хернандез, Оданис Перез, Алајин Визкеј, Ноелбис Роблес | Селектор: Карлос Карете |

### Женски турнир
- Састави побједничких репрезентација женског турнира.[4]

| Злато  | Куба      | Маринес Ројас, Марикет Фернадез, Ајлинг Мартинез, Ливиа Веранес, Раиза Белтран, Аида Деспајгне, Лисандра Лусон, Глеинис Рејес, Јунислејди Камејо, Мариа Алдама Миранда, Исмари Бариос, Надеза Валера, Енелеидис Џуевара, Лисандра Еспиноса, Јенма Рамирез | Селектор: |
| Сребро | Порторико | Адриана Кабрера, Наталис Кебалос, Шејла Хиралдо, Јоана Вергара, Натали Кабело, Китса Ескобар, Фабиола Мартинез, Роксанали Караскуило, Џакелин Гонзалес, Николете Попе, Џаилене Малдонадо, Зугели Сото, Лилианушка Натал, Кирис Гарсиа, Зулеика Фуентес    | Селектор: |
| Бронза | Мексико   | Итзел Агуире, Бренда Рамирез, Таниа Наваро, Лупило Саведра, Селене Сифуентес, Фернанда Ривера, Стефани Ромо, Баренике Ескуивел, Лаура Моралес, Марлене Соса, Елса Феликс, Нашели Харамило, Мариа де Лоурдес Роха, Мануела Завала, Белен Агуире            | Селектор: |